# म़
Cette page contient des caractères spéciaux ou non latins. S’ils s’affichent mal (▯, ?, etc.), consultez la page d’aide Unicode.
म़, appelé ma noukta, est une consonne de l’alphasyllabaire devanagari utilisé dans l’écriture du magar. Elle est formée d’un ma ‹ म › et d’un point souscrit.

## Utilisation
En magar, le ma noukta est utilisé pour transcrire une consonne nasale bilabiale voisée murmurée /mʱ/.

## Représentations informatiques
- décomposé

| formes | représentations | chaînes de caractères | points de code       | descriptions                                                               |
| ------ | --------------- | --------------------- | -------------------- | -------------------------------------------------------------------------- |
| pleine | म़               | म◌़                    | U+092E U+093C        | lettre devanagari ma, symbole devanagari noukta                            |
| morte  | म़्               | म◌़◌्                   | U+092E U+093C U+094D | lettre devanagari ma, symbole devanagari noukta, symbole devanagari virama |